# Goma (República Democrática do Congo)
Goma é a capital do Quivu do Norte, província étnica e geograficamente similar ao Quivu do Sul (com capital em Bucavu). Ambas as províncias constituem a região histórica do Quivu, na porção leste da República Democrática do Congo. Goma situa-se na margem norte do lago Quivu, perto da fronteira  com Ruanda, e é conurbada com a cidade  ruandesa  de Guissenhi. O lago e as duas cidades localizam-se no extremo ocidental do Vale do Rifte. Goma tem aproximadamente 250 mil habitantes e está a cerca de 15 km ao sul da cratera do Niaragongo, um vulcão ainda ativo.

## Etimologia
O nome Goma deriva de uma modificação da antiga designação da cidade, Ngoma, que designa um "tambor" de profunda relevância cultural e linguística para as comunidades de língua banta da Central, do Sul e Oriental, sendo geralmente associado a danças rituais, nessas regiões.  Acredita-se que esta ligação etimológica alude aos sons ressonantes, semelhantes a tambores, emitidos durante uma erupção vulcânica que alterou a topografia histórica da área  e levou à destruição da aldeia original, levando os seus habitantes a se dispersarem e a estabelecerem três novas aldeias: Ngoma (que evoluiu para a moderna Goma), Matcha e Munti, atualmente conhecida como Bukumu .
Os residentes de Goma são por vezes referidos como gomatraciens, embora esse termo raramente seja usado localmente. O sufixo -tracien tem conotação científica, sendo muitas vezes usano na taxonomia de espécies animais, particularmente de anfíbios, sendo considerado como artificial e inadequado para descrever habitantes humanos. Em vez disso, prefere-se o termo goméen, sua conotação mais humanista e natural.

## História
A história da cidade é marcada pelos fenómenos geomorfológicos causados pelo vulcão Niaragongo, e suas erupções de 2002, 2021 e 2023, e pelo genocídio de 1994, em Ruanda, que por sua vez instigou a Primeira e a Segunda Guerra do Congo. As consequências desses acontecimentos ainda fazem-se sentir na cidade e seus arredores.

### Consequências do genocídio em Ruanda

#### Goma no centro da crise de refugiados
O genocídio de 1994 foi desencadeado pelo governo provisório do Ruanda, controlado pela etnia hútu, contra a população tútsi. Em resposta, a Frente Patriótica do Ruanda (FPR), composta por refugiados tútsis em Uganda, invadiu Ruanda, obrigando o governo provisório a deslocar-se para Guissenhi. À medida que a FPR ganhava terreno, os hútus fugiam para Guissenhi e, de lá, para Goma. De 13 a 14 de julho de 1994, entre 10 000 e 12 000 refugiados atravessaram, por hora, a fronteira, na direção de Goma, originando a crise de refugiados dos Grandes Lagos. O fluxo massivo de refugiados criou uma crise humanitária de grande escala, dada a enorme falta de abrigo, alimento e água. Pouco depois da chegada de quase um milhão de refugiados, uma surto mortal de cólera reclamou a vida de milhares de vidas nos campos de refugiados hútus, nos arredores de Goma.